# Torger Nergård

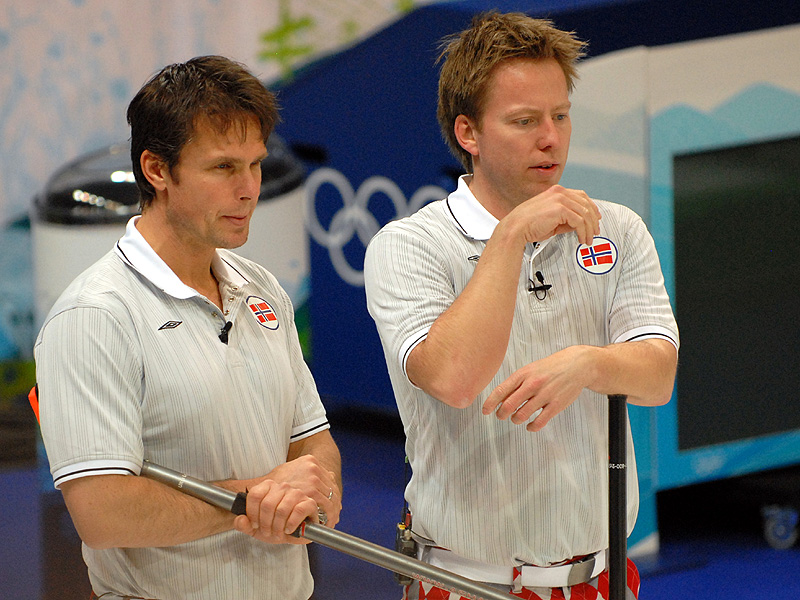
Thomas Ulsrud i Torger Nergård

Torger Nergård (ur. 12 grudnia 1974 w Trondheim) – norweski curler, jeden z trzech multimedalistów olimpijskich w męskim curlingu. Jest trzecim i wicekapitanem w drużynie Thomasa Ulsruda, gra w Snarøen Curling Club. Mieszka w Oslo.
Nergård gra w curling od 1980, bardziej profesjonalnie zajął się tym sportem od 1987. Pierwszy raz na arenie międzynarodowej wystąpił w MŚ Juniorów 1991. W trzech występach juniorskich najlepszy rezultat osiągnął w 1996 zajmując jako skip 5. miejsce.
W karierze seniorskiej związany jest od początku z Thomasem Ulsrudem. Trzykrotnie występował także jako rezerwowy u Påla Trulsena. Jako rezerwowy uczestniczył w Zimowych Igrzyskach Olimpijskich 2002, zagrał w jednym meczu (przegranym 4:9 przeciwko Kanadzie). Reprezentacja Norwegii uzyskała wówczas tytuł mistrzowski. Torger Nergård wystąpił na tej samej pozycji w Turynie 2006, tam nie zagrał jednak w żadnym meczu a cała drużyna zakończyła rywalizację na 5. miejscu.
Po Igrzyskach 2006 Norwegowie zdobyli brązowe medale MŚ 2006, w półfinale przegrywając ze Szkotami (David Murdoch) 4:6. Sukces ten ekipa Ulsruda powtórzyła w 2008 i 2009, w małych finałach Norwegia pokonała Chiny (Wang Fengchun) 8:3 i rok później Szwajcarów (Ralph Stöckli) 6:4. W latach 2007 i 2008 Nergård zajmował 2. miejsca mistrzostw Europy, w dwóch finałach, do których dotarł, przegrywał ze Szkocją (David Murdoch) 3:5 i 6:7.
W 2010 Nergård wystąpił po raz trzeci na igrzyskach olimpijskich, tym razem był stałym członkiem drużyny. Norweska drużyna wyszła z fazy grupowej i w półfinale pokonała Szwajcarów (Markus Eggler) 7:5, uległa jednak w finale Kanadyjczykom (Kevin Martin) 3:6.
Nergård na MŚ 2010 przejął obowiązki Ulsruda, który pozostał w kraju z chorą żoną. Norwegia wygrała Round Robin, w meczu 1-2 uległa 5:11 Kanadyjczykom (Kevin Koe). W finale zmierzyły się te same zespoły, Norwegia zdobyła srebrne medale przegrywając 3:9. W grudniu tego samego roku na ME powrócił do swojej normalnej roli. Norwegowie zdobyli złote medale wygrywając w finale 5:3 nad Duńczykami (Rasmus Stjerne).
Podczas MŚ 2011 zespół Ulsruda zajął 4. miejsce przegrywając 6:7 mały finał przeciwko Szwecji (Niklas Edin). Pod koniec roku w mistrzostwach kontynentu Norwegowie zdołali obronić złote medale, w finale zwyciężyli 7:6 nad Szwecją (Niklas Edin). Na koniec sezonu zajęli 4. miejsce MŚ ulegając 6:7 Szwedom. Z tą samą drużyną rywalizowali w finale Mistrzostw Europy 2012, wynikiem 5:8 zdobyli srebrne medale. Rok później Norwegowie byli gospodarzami turnieju o mistrzostwo Starego Kontynentu, czwarty raz z rzędu awansowali do finału. Jednak podobnie jak wok wcześniej zajęli 2. miejsce, w ostatnim meczu wynikiem 8:6 triumfowali Szwajcarzy (Sven Michel).
W 2014 stał się jedynym mężczyzną, który wystąpił w curlingu na czterech igrzyskach olimpijskich. Podczas turnieju w Soczi Norwegowie uplasowali się na 5. miejscu, przegrali mecz o awans do półfinału przeciwko reprezentacji Wielkiej Brytanii. W późniejszych MŚ 2014 norweska ekipa zdobyła złote medale, w decydujących meczach pokonała 3:2 Kanadyjczyków (Kevin Koe) i 8:3 Szwedów (Oskar Eriksson). W ME 2014 Norwegowie awansowali do fazy finałowej. W dolnym meczu Page play-off pokonali Szwajcarów (Sven Michel) i w półfinale Włochów (Joël Retornaz). W finale ulegli 4:5 zawodnikom ze Szwecji (Niklas Edin) zdobywając srebrne medale. Pod koniec sezonu Norwegowie pewnie awansowali do fazy finałowej Mistrzostw Świata 2015. W górnym meczu play-off pokonali Kanadę (Pat Simmons) 6:5. W finale znów mierzyli się z ekipą Niklasa Edina, która i tym razem okazała się być lepsza (9:5).
Nergård trzykrotnie był trenerem reprezentacji kobiet, wówczas Dordi Nordby zdobyła tytuł mistrzyń Europy 1999 i brązowy medal Mistrzostw Świata 2000.

## Drużyna
|                 | Czwarty        | Trzeci             | Drugi             | Otwierający          |
| --------------- | -------------- | ------------------ | ----------------- | -------------------- |
| 2007/2016       | Thomas Ulsrud  | Torger Nergård     | Christoffer Svae  | Håvard Vad Petersson |
| ZIO 2006        | Pål Trulsen    | Lars Vågberg       | Flemming Davanger | Bent Ånund Ramsfjell |
| 2005–2007       | Thomas Ulsrud  | Torger Nergård     | Thomas Due        | Jan Thoresen         |
| MŚ 2004 ME 2005 | Pål Trulsen    | Lars Vågberg       | Flemming Davanger | Bent Ånund Ramsfjell |
| 2003/2004       | Thomas Ulsrud  | Torger Nergård     | Thomas Due        | Jan Thoresen         |
| 2002/2003       | Thomas Ulsrud  | Torger Nergård     | Thomas Due        | Johan Høstmælingen   |
| 2001/2002       | Pål Trulsen    | Lars Vågberg       | Flemming Davanger | Bent Ånund Ramsfjell |
| 2000/2001       | Thomas Ulsrud  | Torger Nergård     | Thomas Due        | Johan Høstmælingen   |
| MŚ 1998         | Thomas Ulsrud  | Thomas Due         | Torger Nergård    | Johan Høstmælingen   |
| ME 1997         | Thomas Ulsrud  | Johan Høstmælingen | Thomas Due        | Torger Nergård       |
| 1995/1996       | Torger Nergård | Robert Kokkinn     | Magnus Utgård     | Jan Øivind Hewitt    |
| 1990–1992       | Thomas Due     | Torger Nergård     | Mads Rygg         | Johan Høstmælingen   |

## Wielki Szlem
| Turniej                | 06/07 | 07/08 | 08/09 | 09/10 | 10/11 | 11/12 | 12/13 | 13/14 | 14/15 |
| ---------------------- | ----- | ----- | ----- | ----- | ----- | ----- | ----- | ----- | ----- |
| Canadian Open          | x     | A     | QF    | SF    | x     | A     | A     | x     | A     |
| Masters                | A     | x     | x     | SF    | x     | x     | x     | x     | x     |
| The National           | x     | A     | A     | A     | A     | QF    | x     | A     | A     |
| Elite 10               | –     | –     | –     | –     | –     | –     | –     | –     | A     |
| Players’ Championships | A     | A     | A     | A     | A     | A     | QF    | A     | A     |

| A  | = nie uczestniczył                         |
| x  | = nie zakwalifikował się do fazy finałowej |
| QF | = ćwierćfinał                              |
| SF | = półfinał                                 |
| F  | = finał                                    |
| W  | = zwycięstwo                               |